# Oddział „Piorun”
Oddział „Piorun” – wielonarodowościowy oddział partyzantów sowieckich, wchodzący w skład Brygady Kowieńskiej Litewskiego Sztabu Partyzanckiego.
W styczniu 1944 120–150-osobowa grupa partyzantów sowieckich z oddziałów „Śmierć okupantowi”, „Śmierć faszyzmowi”, „Piorun” i „Margirio” dokonała pacyfikacji wsi Koniuchy (gm. Bieniakonie, pow. Lida, woj. nowogródzkie) i dokonała zabójstwa kilkudziesięciu mieszkańców wsi (tzw. masakra w Koniuchach).